# Stefflon Don
Stefflon Don (* 14. prosince 1991 Birmingham, West Midlands, Spojené království) je britská rapperka, zpěvačka a skladatelka, která se proslavila svým singlem Hurtin' Me z roku 2017 s rapperem French Montana, který se umístil na číslu 7 na britském žebříčku singlů. V roce 2016 vydala svůj debutový mixtape Real Ting a další mixtape Secure vydala v roce 2018. Za svou kariéru už stihla spolupracovat například s Mariah Carey, Demi Lovato nebo s rapperem XXXTentacion. V roce 2018 vyhrála cenu NME Awards v kategorii „Best New Artist“ (nejlepší nový umělec).

## Diskografie

### Studiová alba
- Real Ting (2016)
- Secure (2018)

### EP
- Hurtin' Me – The EP (2018)